# Vizille
Vizille è un comune francese di 7 780 abitanti situato nel dipartimento dell'Isère della regione dell'Alvernia-Rodano-Alpi. La località è conosciuta per il suo castello eretto agli inizi del Seicento, elegante costruzione con interni finemente arredati e impreziositi da arazzi e quadri di varie epoche (fra cui anche una tela attribuita a Pietro da Cortona)

## Museo
- Museo della Rivoluzione francese

## Società

### Evoluzione demografica
Abitanti censiti